# 李新穎

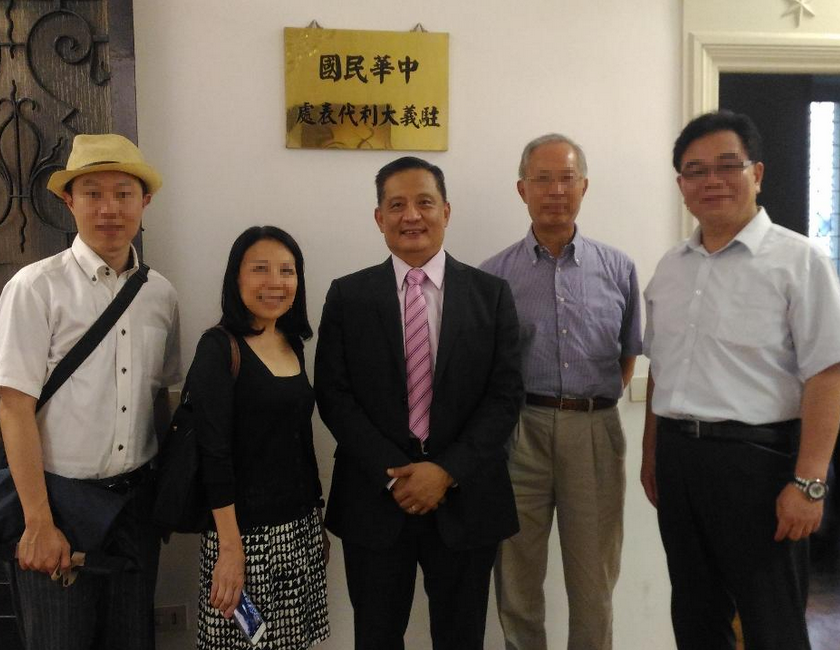
2018年8月，駐義大利代表李新穎（中）與訪客合影於駐義大利臺北代表處內的中文館牌前。

李新穎，中華民國外交官、政府官員。畢業於國立中興大學法商學院財稅學系學士、國立臺灣大學財務金融所碩士。擅長英文、義大利文、西班牙文，25歲進入外交部，曾任駐教廷大使館三等秘書、駐義大利臺北代表處一等秘書、財政部證券暨期貨管理委員會副組長、行政院金融監督管理委員會副處長、財團法人國際合作發展基金會副秘書長、北美事務協調委員會副秘書長、駐阿根廷台北商務文化辦事處代表、駐墨西哥臺北經濟文化辦事處公使銜代表、駐薩爾瓦多大使、外交部國際合作及經濟事務司長、駐義大利臺北代表處大使銜代表、外交部外交及國際事務學院副院長等職務。

## 職業生涯
2019年5月21日，義大利《自由意見報》專訪駐義大利代表李新穎，其中關於義大利加入一帶一路問題，李新穎表示，中國與義大利簽署一帶一路協議，是把義大利視為遠東與歐洲間「新絲路」的終點，中國經濟的「致命吸引力」，可能損害義大利及歐洲經濟。提醒義大利企業，不要忘記中國資金背後隱含的風險，並指出現任義大利政府決定加入中國一帶一路協議，可能構成義大利與歐洲聯盟關係的不穩定性。
2020年，對於2019冠状病毒病疫情在全球擴散，駐義大利代表李新穎致函義大利民防總署長波瑞里等多位政府高層，說明台灣官方與民間對義大利提供的各種實際援助。李新穎在接受義大利網路媒體專訪則表示，台灣雖然被排除在世界卫生组织之外，不靠任何封鎖措施，對抗疫情的成功模式，並呼籲義大利與欧洲联盟協助台灣抵禦來自中國的歧視。
2020年10月7日，駐義大利代表李新穎與義大利眾議院副議長朗裴利會面。朗裴利並於6日發出一篇支持台灣在義大利成立正式大使館的新聞稿，盼政府不要屈服於中國壓力，應提升與台灣的外交關係。